# Source Code Control System
Source Code Control System (SCCS) is een versiebeheersysteem dat ontworpen is om wijzigingen in broncode en andere tekstbestanden bij te houden tijdens de ontwikkeling van een stuk software. Hiermee kan de gebruiker alle eerdere versies van de broncode ophalen en de wijzigingen bekijken. Het werd oorspronkelijk ontwikkeld bij Bell Labs vanaf eind 1972 door Marc Rochkind voor een IBM Systeem/370-computer met OS/360.
Een typisch kenmerk van SCCS is de sccsid-string die ingebed is in de broncode en automatisch bijgewerkt wordt door SCCS voor elke revisie. Dit voorbeeld illustreert het gebruik ervan in de programmeertaal C:
```
 
static
 
char
 
sccsid
[]
 
=
 
"@(#)ls.c        8.1 (Berkeley) 6/11/93"
;

```

Deze string bevat de bestandsnaam, datum en kan ook een opmerking bevatten. Na compilatie kan deze string teruggevonden worden in binaire en objectbestanden door te zoeken naar het patroon @(#) zodat kan bepaald worden welke broncodebestanden gebruikt werden tijdens compilatie. Het what-commando is beschikbaar om de zoekopdracht naar versiestrings te automatiseren.

## Alternatieven
De meeste UNIX-implementaties bevatten een versie van SCCS, die echter vaak niet meer actief ontwikkeld wordt. 
Jörg Schilling onderhield een fork van SCCS die gebaseerd is op de OpenSolaris-broncode. Deze heeft belangrijke verbeteringen gekregen, maar blijft compatibel met de originele SCCS-versies, tenzij de "new project"-modus gebruikt wordt.
Sinds de jaren negentig zijn er veel nieuwe versiebeheersystemen ontstaan die ontworpen zijn voor het beheren van projecten met een groot aantal bestanden en die geavanceerde functionaliteit bieden, zoals ondersteuning voor meerdere gebruikers tegelijkertijd, toegangscontrole, netwerkondersteuning, releasebeheer en gedistribueerd versiebeheer. BitKeeper en TeamWare gebruiken intern het SCCS-bestandsformaat en kunnen beschouwd worden als opvolgers van SCCS.